# ستيف ريتشارد
ستيف ريتشارد (بالإنجليزية: Steve Richard)‏ هو كاتب أغاني أمريكي، ولد في 1972.